# St.-Sebastian-Bruderhaus

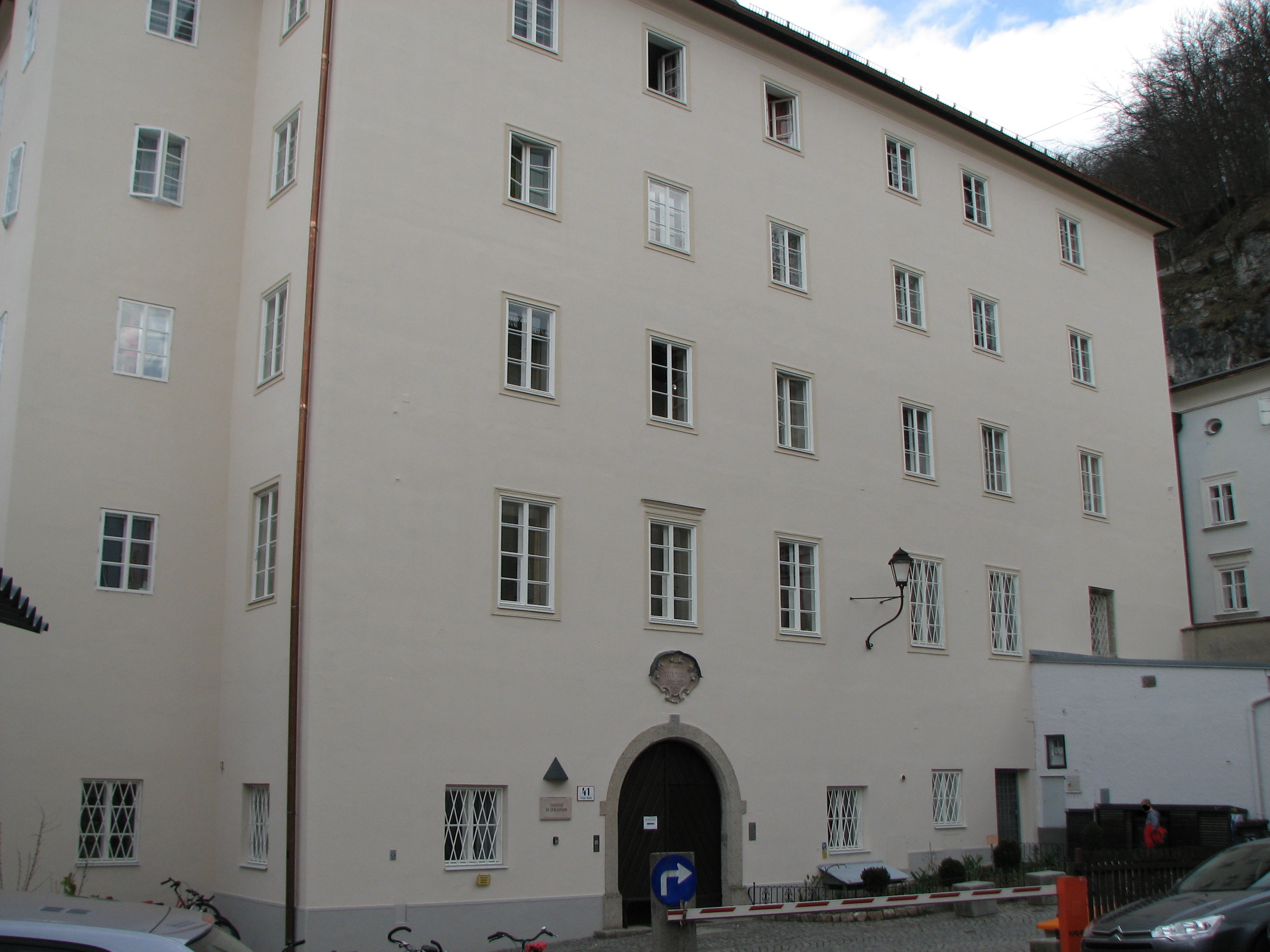
St.-Sebastian-Bruderhaus

Das St.-Sebastian-Bruderhaus steht in der Linzer Gasse 41 in der Altstadt rechts der Salzach in der Landeshauptstadt Salzburg. Das Gebäude des heutigen Studentenheimes steht unter Denkmalschutz (Listeneintrag).
Das Bruderhaus wurde 1496 gestiftet und wohl bis 1532 erbaut. 1951 erfolgte der Wiederaufbau nach Bombenschäden im Zweiten Weltkrieg.

## Architektur
Im breiten tonnengewölbten Flur sind abgefaste Rundbogenportale und ein Rechteckportal mit Gewände aus dem dritten Viertel des 16. Jahrhunderts erhalten. Ein Gitter aus Schmiedeeisen ist mit 1617 bezeichnet.